# White Eye
White Eye ist ein israelischer Kurzfilm von Tomer Shushan. Der Film wurde unter anderem 2021 für den Oscar für den besten Kurzfilm nominiert.

## Handlung
Ein junger Mann in Tel Aviv entdeckt sein gestohlenes Fahrrad, abgeschlossen. Er konfrontiert darauf einen afrikanischen Einwanderer, dem er vorwirft das Rad gestohlen zu haben.

## Produktion
Es ist das Filmdebüt von Tomer Shushan. Shushan schrieb das Drehbuch innerhalb einer Stunde, kurz nachdem er selbst eine ähnliche Situation erlebt hatte. Der Film wurde dann innerhalb nur einer Nacht mit einer Einstellung gedreht. Die Aufführung des Films wurde durch die Absage von Filmfestivals wegen der COVID-19-Pandemie behindert.

## Rezeption
Für Variety entwickelt sich der Film in der einen Einstellung wie ein Walzer durch die choreografierten Auftritte der zehn Hauptprotagonisten. Es sei ein vielfältiges Ensemble von Hebräischsprechern mit unterschiedlichen ethnischen Hintergründen, mit eigenen Vorurteilen und Auffassungen von Privilegien und ihren Platz in der größeren Klassenstruktur der modernen israelischen Gesellschaft.
Für die Times of Israel greift der Kurzfilm die ausdrücklichen oder unternewussten rassistischen Vorurteile vor allem gegenüber afrikanischen Eineanderern in der israelischen Gesellschaft und vor allem bei der Polizei auf.

## Auszeichnungen (Auswahl)
2019:
- Haifa International Film Festival: Bester Kurzfilm[4]

2020:
- SXSW Film Festival: Großer Preis der Jury[5]

2021:
- Oscars: Nominierung als bester Kurzfilm[6]